# تپه صادق دوزی
تپه صادق دوزی مربوط به هزاره دوم و اول قبل از میلاد است و در شهرستان مراغه، بخش مرکزی، دهستان سراجوی غربی، روستای یای شهری واقع شده و این اثر در تاریخ ۲۷ اسفند ۱۳۸۶ با شمارهٔ ثبت ۲۲۲۶۲ به‌عنوان یکی از آثار ملی ایران به ثبت رسیده است.